# 고유운동
고유운동(proper motion, 固有運動)은 한 항성이 시간의 경과에 따라 천구 위에서 위치를 바꾸는 것을 말한다. 고유운동은 각속도로 표시되며, 지구상 관측자의 시선과 직각 방향의 값이 된다.. 고유 운동은 광행차나 연주시차 등 비고유 운동의 요소들을 제거한 값이다. 고유 운동은 일정 시간 동안 관측자에게서 어떤 천체가 가까워지거나 멀어지는 것을 가리키는 시선 속도와 대비되는 개념이다.

## 개관
수 세기의 시간이 흘러도 항성들은 인간의 눈에는 마치 하늘의 한 곳에 박혀서 움직이지 않는 것처럼 보이며, 따라서 고대에 만들어졌던 별자리들은 현재도 거의 비슷한 모양을 그대로 유지하고 있다. 예를 들면 큰곰자리의 경우 수백년 전이나 지금이나 모양은 거의 같다. 그러나 오랜 시간을 두고 정밀 관측을 한 결과 항성들은 느리기는 하지만 각자 독립적으로 움직이고 있으며, 조금씩 자신의 천구 위에서의 위치를 바꾸고 있음을 알게 되었다.
실제로 별들은 태양계 및 태양에 대하여 우주 공간에서 일정 속도로 이동하고 있으며, 이로 인해 고유 운동이 일어난다. 고유 운동은 두 가지 수치로 나타내는데, 하나는 고유 운동각이며 다른 하나는 고유 운동 그 자체이다. 고유 운동각은 천구상에서 항성이 움직이는 각도(0도는 북쪽으로 움직이는 것이며, 90도는 동쪽, 180도는 남쪽, 270도는 서쪽이다)이며, 고유 운동은 1년에 항성이 움직이는 실제 각거리로, 초(")로 나타낸다.
고유 운동은 적경(μα)과 적위(μδ) 두 각요소로 나타낼 수 있다. 순고유 운동은 다음 식과 같다.
| {\displaystyle \ \mu ^{2}}                                        | {\displaystyle ={\mu _{\delta }}^{2}+{\mu _{\alpha }}^{2}\cdot \cos ^{2}\mu _{\delta }} |
| 여기서 δ는 적위이다. 고유 운동각(θ)은 다음 식들로 나타낼 수 있다. |                                                                                         |
| {\displaystyle \ \mu _{\delta }}                                  | {\displaystyle =\mu \cos \theta \ }                                                     |
| {\displaystyle \ \mu _{\alpha }\cos \delta }                      | {\displaystyle =\mu \sin \theta \ }                                                     |

바너드 별의 움직임. 1985년부터 2005년까지 5년 단위의 움직임을 연속으로 이은 것.

바너드 별은 매년 10.3초 움직이는데 이는 천구의 별들 중 가장 큰 고유 운동값이다. 고유 운동이 큰 천체는 태양과 가까이 있다는 의미가 된다. 이는 바너드 별도 마찬가지로, 바너드 별은 태양에서 6광년도 채 떨어져 있지 않고 이는 센타우루스자리 알파 항성계의 세 별 다음으로 가까운 거리이다.(그러나 바너드 별은 적색 왜성이기 때문에 겉보기 등급 9.54로 매우 어두워서 맨눈으로는 볼 수 없고 쌍안경이 있어야 한다.)
1광년 떨어진 천체의 연간 1초각 고유 운동은 초당 1.45킬로미터의 횡단속도에 해당한다. 바너드 별의 고유 운동은 초당 90킬로미터이며, 시선 속도는 초당 111킬로미터이다. 여기서 도출한 실제 운동은 초당 142킬로미터에 이른다. 진운동(true motion) 또는 절대 운동(absolute motion)은 더욱 재기 힘든데, 그 이유는 진횡단속도(true transverse velocity)는 고유 운동에 거리를 곱한 값이기 때문이다. 다시 말하면 실질 속도값은 거리값에 좌우되며, 일반적으로 측정하기가 힘들다. 현재 태양 근처 가까운 별들 중 태양에 대하여 가장 큰 속도로 움직이는 별은 울프 424로, 초당 555킬로미터에 이른다.

## 기여
고유 운동이 큰 별들은 대체로 태양 근처에 있다. 멀리 있는 별들은 매우 조금 움직이며 보통 수천 분의 1초각 정도 움직인다. 여러 해 동안 촬영한 사진들을 대조하여 고유 운동이 큰 별들의 목록을 만들 수 있다. NGS-POSS가 이러한 사진을 촬영하는 활동이다. 과거 고유 운동 조사에는 깜박이비교기를 사용하여 눈으로 대조했지만, 현재는 디지털화 된 사진을 사용하여 영상분화법(image differencing)을 통해 별들의 움직임을 찾아내고 있다. 큰 수치의 고유 운동을 보여주는 별들 표본은 정밀하게 연구되고 그 숫자도 소상히 밝혀졌다. 이로써 근거리 항성들의 편향되지 않은 목록을 얻을 수 있었다. 연구 결과 태양 근처의 별들 대부분은 어둡고 눈에 잘 띄지 않는 적색 왜성들이었다.

## 역사
고유 운동을 최초로 발견한 사람은 1718년 에드먼드 핼리였다. 그는 시리우스와 아크투르스, 알데바란의 위치가 1850년 전 고대 그리스 천문학자 히파르코스가 기록했던 위치에서 30분 이상 움직인 것을 발견했다.
2005년 간행된 논문에서, 최초로 은하의 고유 운동이 측정되었다.

## 고유 운동값이 큰 별들
다음 목록은 히파르코스 목록에서 발췌한, 고유 운동값이 큰 항성들이다. 항성 목록에서 다루기에 너무 어두운 티가든의 별과 같은 천체는 제외했다.
| # | 항성명                  | 고유 운동                | 고유 운동        | 시선속도 (킬로미터/초) | 시차 (밀리초각) |
| # | 항성명                  | μα · cos δ (밀리초각/년) | μδ (밀리초각/년) | 시선속도 (킬로미터/초) | 시차 (밀리초각) |
| - | ----------------------- | ------------------------ | ---------------- | ---------------------- | --------------- |
| 1 | 바너드 별               | -798.71                  | 10337.77         | -106.8                 | 549.30          |
| 2 | 카프타인의 별           | 6500.34                  | -5723.17         | +245.5                 | 255.12          |
| 3 | 그룸브리지 1830         | 4003.69                  | -5814.64         | -98.0                  | 109.22          |
| 4 | 라카유 9352             | 6766.63                  | 1327.99          | +9.7                   | 303.89          |
| 5 | CD -37 15492 (글리제 1) | 5633.95                  | -2336.69         | +23.6                  | 229.32          |
| 6 | HIP 67593               | 2282.15                  | 5369.33          | —                      | 76.20           |
| 7 | 백조자리 61 A, B        | 4133.05                  | 3201.78          | -64.3                  | 287.18          |
| 8 | 랄랑드 21185            | -580.46                  | -4769.95         | -85.0                  | 392.52          |
| 9 | 인디언자리 엡실론       | 3961.41                  | -2538.33         | -40.4                  | 275.79          |

## 참고 문헌
1. ↑  엔싸이버. “Encyber : 고유운동”. 2008년 6월 18일에 확인함.[깨진 링크(과거 내용 찾기)]
2. 1 2  Majewski, Steven R. (2006). “항성의 움직임(Stellar Motions)”. University of Virginia. 2012년 1월 25일에 원본 문서에서 보존된 문서. 2008년 2월 25일에 확인함.
3. ↑  Maggie, McKee (2005년 3월 3일). “Distant galaxy's subtle sidling measured”. New Scientist. 2008년 3월 17일에 원본 문서에서 보존된 문서. 2007년 7월 21일에 확인함.
4. ↑  Staff (2003년 9월 15일). “The 150 Stars in the Hipparcos Catalogue with Largest Proper Motion”. ESA. 2007년 7월 21일에 확인함.
5. ↑  “SIMBAD”. Centre de Données astronomiques de Strasbourg. 2007년 7월 21일에 확인함.

## 같이 보기
- 세차운동
- 연주시차